# Третий раздел Речи Посполитой
Третий раздел Речи Посполитой (Третий раздел Польши, пол. III rozbiór Polski) — последний из разделов Речи Посполитой, в результате которого её поделили на три части и она прекратила существование как суверенное государство.
Произошёл в 1795 году, в результате раздела Россия взяла Литву, Пруссия — территорию к западу от рек Пилицы, Вислы, Буга и Немана вместе с Варшавой под именем Южной Пруссии, Австрия — территорию между Бугом, Вислой и Пилицей под названием Западной Галиции. После раздела польский король Станислав Август Понятовский отрёкся от престола.

## Хронология
Поражение восстания Костюшко (1794 год), направленного против разделов страны, послужило поводом для окончательной ликвидации польско-литовского государства. 24 октября 1795 года государства, участвующие в разделе, определили свои новые государственные границы. Одновременно с этим условием был подписан тайный договор в Петербурге между Австрией и Россией, явно враждебный Пруссии — о военной помощи в случае, если Пруссия нападёт на какое-нибудь из союзных государств.
Вывезенный в Гродно польский король Станислав Август Понятовский сложил свои полномочия 25 ноября 1795 года. Государства, участвовавшие в разделах польско-литовской республики, заключили в 1797 году «петербургскую конвенцию», которая включала постановления по вопросам польских долгов и польского короля, а также обязательство, что монархи договаривающихся сторон никогда не будут использовать в своих титулах название «Королевство Польское».

## Разделение территорий
Россия
В результате Третьего раздела Россия получила земли к востоку от Буга и линии Немиров — Гродно, общей площадью 120 тыс. км² и населением 1,2 млн человек. 
Территория, перешедшая под власть Российской империи, была разделена на губернии (Курляндскую, Виленскую и Гродненскую). Здесь были сохранены прежняя правовая система (Литовский статут), выборность судей и маршалков на сеймиках, а также крепостное право. Также Российская империя получила земли Великого Княжества Литовского, Западную Волынь и часть Холмской земли с населением около 1 млн 200 тыс. человек.
В итоге трёх разделов Речи Посполитой к Российской империи перешли земли Великого Княжества Литовского (кроме Сувалкии, отошедшей к Пруссии), а коренные польские земли, населённые этническими поляками, были поделены между Пруссией и Австрией.
Пруссия
Пруссия приобрела территории, населенные этническими поляками, к западу от рек Пилицы, Вислы, Буга и Немана вместе с Варшавой (получившие название Южной Пруссии), а также земли в Западной Литве (Сувалкия), общей площадью 55 тыс. км² и населением в 1 млн человек. 
В Пруссии из бывших польских земель были созданы три провинции: Западная Пруссия, Южная Пруссия и Новая Восточная Пруссия. Официальным языком стал немецкий, введены прусское земское право и немецкая школа, земли «королевщины» и духовные имения отобраны в казну.
Австрия
Под власть Австрии перешли Краков и часть Малой Польши между Пилицей, Вислой и Бугом, часть Подляшья и Мазовии, общей площадью 47 тыс. км², и населением 1,2 млн человек.
Земли, перешедшие под власть австрийской короны, получили название Галиция и Лодомерия, они были разделены на 12 округов. Здесь также были введены немецкая школа и австрийское право.